# Slavisch Epos

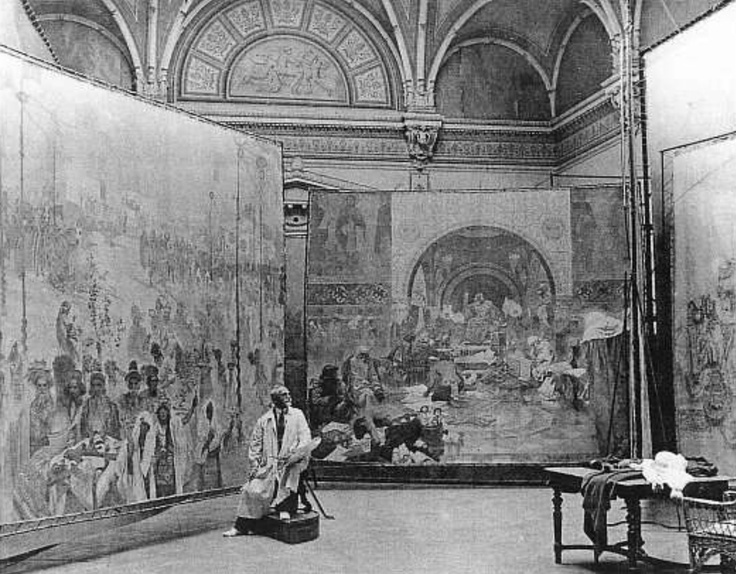
Alfons Mucha aan het werk aan de cyclus 1920

Het Slavisch Epos (Tsjechisch: Slovanská epopej) is een cyclus van 20 grote doeken geschilderd door de Tsjechische art-nouveau-schilder Alfons Mucha tussen 1910 en 1928. De cyclus toont de mythologie en geschiedenis van de Tsjechen en andere Slavische volkeren. In 1928, na het voltooien van zijn monumentale werk, schonk Mucha de cyclus aan de stad Praag op voorwaarde dat de stad er een speciaal paviljoen voor zou bouwen.

## Achtergrond

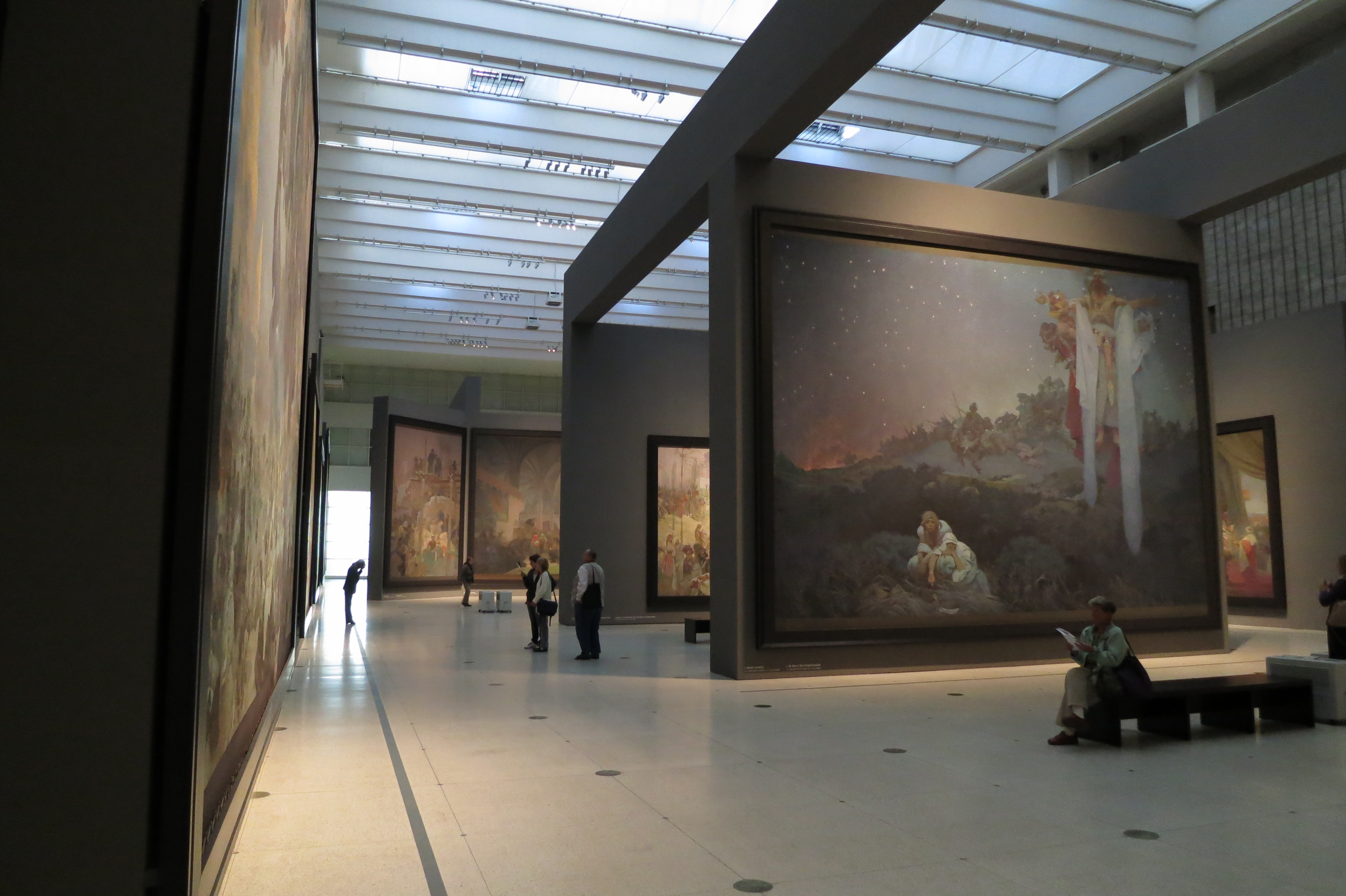
Mucha's Slavisch Epos in de Nationale Galerie in Praag

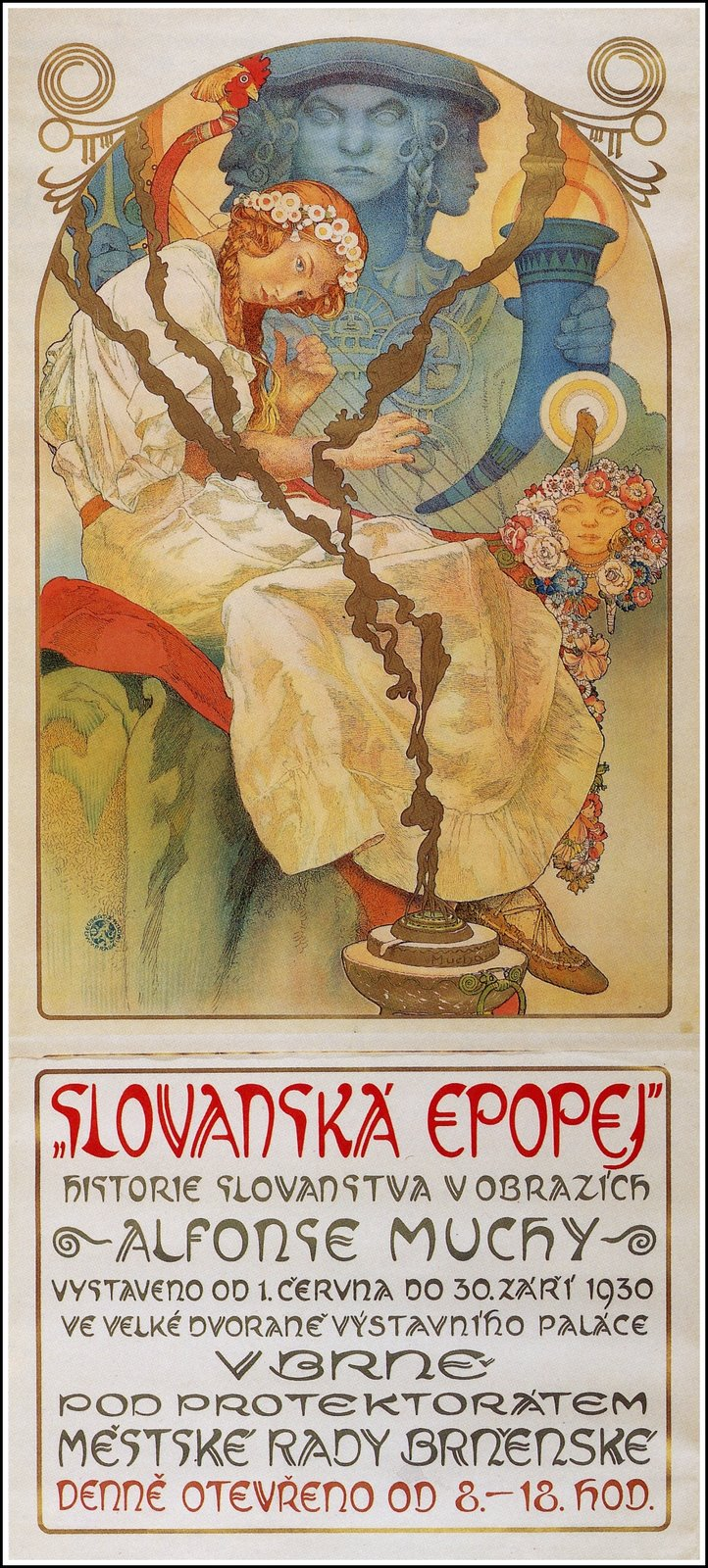
Slavisch Epos 1930 tentoonstellings-affiche

Alfons Mucha werkte vele jaren aan Het Slavisch Epos, dat hij beschouwde als zijn meesterwerk. Hij droomde van het voltooien van zo'n serie, een viering van de Slavische geschiedenis, sinds het begin van de 20e eeuw; zijn plannen werden echter beperkt door financiële redenen. In 1909 slaagde hij erin subsidies te krijgen van een Amerikaanse filantroop en een groot bewonderaar van de Slavische cultuur, Charles Richard Crane. Hij begon met een bezoek aan de plaatsen die hij in de cyclus wilde afbeelden: Rusland, Polen en de Balkan, inclusief de orthodoxe kloosters van de berg Athos. Bovendien raadpleegde hij historici met betrekking tot details van historische gebeurtenissen om een nauwkeurige weergave te garanderen. In 1910 huurde hij een deel van het kasteel in Zbiroh en begon hij aan de serie te werken.
Mucha bleef 18 jaar aan de cyclus werken en leverde geleidelijk schilderijen in aan de stad Praag terwijl hij ze voltooide. In 1919 werd het eerste deel van de serie met elf doeken tentoongesteld in het Clementinum in Praag. In zijn openingstoespraak verklaarde Mucha:

"de missie van het epos is niet voltooid. Laat het aan buitenlandse vrienden - en zelfs aan vijanden - bekendmaken wie we waren, wie we zijn en waar we op hopen. Moge de kracht van de Slavische geest hun respect afdwingen, want uit respect wordt liefde geboren."

In 1921 werden vijf van de schilderijen in New York en Chicago met grote publieke bijval getoond.
In 1928 werd de complete cyclus voor het eerst getoond in het Veletržní-paleis in Praag.

## Locatie van de doeken
In de jaren 30 werden de doeken niet tentoongesteld. Tijdens de Tweede Wereldoorlog werd het Slavische Epos ingepakt en verborgen om inbeslagname door de nazi's te voorkomen.
Na de Tsjechoslowaakse staatsgreep van 1948 en de daaropvolgende communistische overname van het land, werd Mucha beschouwd als een decadente en bourgeois kunstenaar, vervreemd van de idealen van het socialistisch realisme. De bouw van een speciaal paviljoen voor de expositie van het Slavische Epos werd irrelevant en onbelangrijk voor het nieuwe communistische regime. De schilderijen werden door een groep lokale patriotten naar het kasteel in Moravský Krumlov verplaatst en in 1963 werd de cyclus daar tentoongesteld. De doeken zouden tot 2012 in dit kasteel blijven hangen.
In 2012 werden alle 20 werken naar Praag verplaatst, waar ze aanvankelijk in het Veletržní-paleis en later in de Nationale Galerie in Praag kwamen te hangen. In 2017 ging de cyclus voor het eerst drie maanden naar het buitenland in het kader van een tentoonstelling in het Nationaal Kunstcentrum in Tokio. In 2018 hing een deel van de doeken op een tentoonstelling in Brno en een ander deel in het Praagse Obecní dům. In 2020 keerden de doeken voor vijf jaar terug naar Moravský Krumlov.
Aangezien de Praagse belofte om voor een eigen paviljoen te zorgen nooit werd nagekomen, besloot de rechter eind 2020 dat de doeken geen eigendom zijn van de stad Praag, maar van de nazaten van Mucha. Hun Mucha Foundation, die zich steeds had verzet tegen de verplaatsing van de doeken naar provisorische locaties in de hoofdstad, en ook tegen de uitleen aan Japan, maakte in januari 2021 bekend dat de cyclus in 2026 definitief naar een nieuw te bouwen locatie in de buurt van het Praagse Wenceslausplein zal verhuizen.

## Lijst met schilderijen
Het werk bestaat uit 20 schilderijen, tot wel zes meter hoog en acht meter breed.
| #  | Afbeelding | Titel                                                                        | Subtitel                                                 | Afgebeelde locatie (huidig) en periode | Jaar | Afmetingen    |
| -- | ---------- | ---------------------------------------------------------------------------- | -------------------------------------------------------- | -------------------------------------- | ---- | ------------- |
| 1  |            | De Slaven in hun oorspronkelijke thuisland                                   | Tussen de Turaanse zweep en het zwaard van de Goten      | Onbepaald                              | 1912 | 8.10 × 6.10 m |
| 2  |            | De viering van Svantovit op Rügen eiland                                     | Wanneer goden oorlog voeren, is er redding in de kunsten | Rügen, Duitsland                       | 1912 | 8.10 × 6.10 m |
| 3  |            | De Introductie van de Slavische liturgie                                     | Looft de Heer in jullie eigen taal                       | Tsjechië, 9e eeuw                      | 1912 | 8.10 × 6.10 m |
| 4  |            | Tsaar Simeon I van Bulgarije                                                 | De Morgenster van de Slavische letterkunde               | Bulgarije, 10e eeuw                    | 1923 | 4.80 × 4.05 m |
| 5  |            | Koning Ottokar II van Bohemen                                                | De Unie van Slavische dynastieën                         | Tsjechië, 13e eeuw                     | 1924 | 4.80 × 4.05 m |
| 6  |            | De kroning van de Servische tsaar Stefan Uroš Dušan tot Oost-Romeinse keizer | Het Slavische Wetboek                                    | Balkan, 14e eeuw                       | 1926 | 4.05 × 4.80 m |
| 7  |            | Jan Milíč van Kroměříž                                                       | Een bordeel verandert in een klooster                    | Tsjechië, 14e eeuw                     | 1916 | 4.05 × 6.20 m |
| 8  |            | Meester Jan Hus predikt in de Bethlehemkapel                                 | Waarheid zegeviert                                       | Tsjechië, 15e eeuw                     | 1916 | 8.10 × 6.10 m |
| 9  |            | De bijeenkomst bij Křížky                                                    | Sub Utraque                                              | Tsjechië, 15e eeuw                     | 1916 | 4.05 × 6.20 m |
| 10 |            | Na de Slag van Grunwald                                                      | De solidariteit van de noordelijke Slaven                | Polen, 15e eeuw                        | 1924 | 6.10 × 4.05 m |
| 11 |            | Na de Slag op de berg Vítkov                                                 | God vertegenwoordigt waarheid, niet macht                | Tsjechië, 15e eeuw                     | 1923 | 4.80 × 4.05 m |
| 12 |            | Petr Chelčický in Vodňany                                                    | Zet kwaad niet betaald met kwaad                         | Tsjechië, 15e eeuw                     | 1918 | 6.20 × 4.05 m |
| 13 |            | De Hussietenkoning George van Podiebrad                                      | Verdragen moeten worden nageleefd                        | Tsjechië, 15e eeuw                     | 1923 | 4.80 × 4.05 m |
| 14 |            | Beleg van Szigetvár door Nikola Zrinski                                      | Het schild van het christendom                           | Hongarije, 16e eeuw                    | 1914 | 8.10 × 6.10 m |
| 15 |            | De druk van de Bijbel van Kralice in Ivančice                                | God gaf ons een geschenk van Taal                        | Tsjechië, 16e eeuw                     | 1914 | 8.10 × 6.10 m |
| 16 |            | Laatste dagen van Jan Amos Comenius in Naarden                               | Een sprankje hoop                                        | Nederland en Tsjechië, 17e eeuw        | 1918 | 6.20 × 4.05 m |
| 17 |            | Berg Athos                                                                   | Schuilplaats van de oudste orthodoxe literaire schatten  | Griekenland                            | 1926 | 4.80 × 4.05 m |
| 18 |            | De eed van de jeugd onder de Slavische linde                                 | De Slavische wederopleving                               | Tsjechië, 19e eeuw                     | 1926 | 4.80 × 4.05 m |
| 19 |            | De afschaffing van de lijfeigenschap in Rusland                              | Werk in vrijheid is het fundament van een Staat          | Rusland, 19e eeuw                      | 1914 | 8.10 × 6.10 m |
| 20 |            | Apotheose van de Slaven                                                      | Slaven voor de mensheid                                  | Onbepaald                              | 1926 | 4.05 × 4.80 m |

## Meer lezen
- Dusza, Erin M. (2012). Epic Significance: Placing Alphonse Mucha's Czech Art in the Context of Pan-Slavism and Czech Nationalism[dode link]. Georgia State University.